# Liră din Sfânta Elena
Lira din Sfânta Elena (engleză: Saint Helena pound sau pe scurt pound) este unitatea monetară a insulelelor Sfânta Elena și Ascension, care fac parte de teritoriului britanic de peste mări Sfânta Elena, Ascension și Tristan da Cunha. Codul ISO 4217 oficial este SHP. Paritatea lirei din Sfânta Elena este fixată cu lira sterlină (1 SHP = 1 GBP).
Tristan da Cunha care face parte de Sfânta Elena, Ascension și Tristan da Cunha nu folosește lira din Sfânta Elena ci lira sterlină, totuși au fost emise câteva monede comemorative pentru Tristan da Cunha.
Monede și bancnote de lira sterlină sunt acceptate pe Sfânta Elena și Ascension. La Banca de Sfânta Elena se schimbă bancnote de rand sud-africani, lire sterline, Euro și dolari americani.

## Numismatică

### Monede

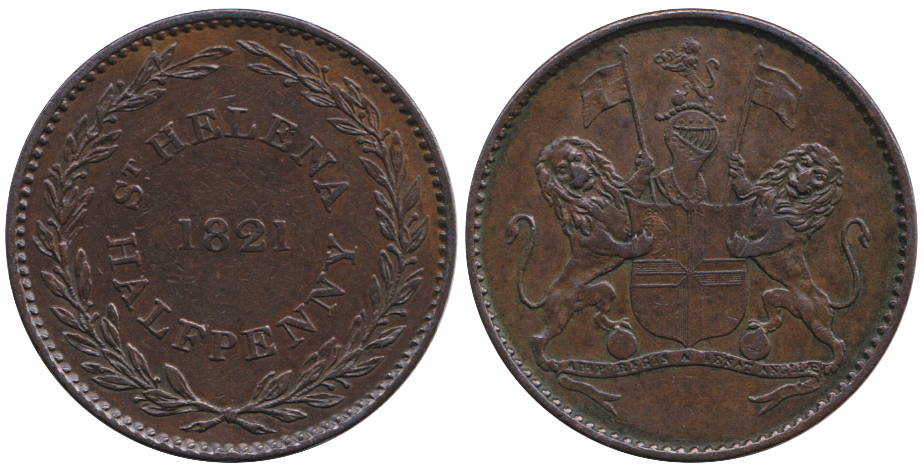
O jumătate de penny bătută de Compania Britanică a Indiilor de Est pentru insulă în 1821.

Primele monede au fost emise în 1984. înainte se foloseau pe Ascension și Sfânta Elena monede de lira sterlină dar au fost deja emise niște monede comemorative în lira din Sfânta Elena. Actual există monede de 1, 2, 5, 10, 20 și 50 pence și de 1 și 2 lire. Piesa de 20 pence a fost introdusă în 1998 și piesa de 2 lire în 2002.
Piesele de 1 și 2 p sunt făcute de oțel cu un înveliș de cupru; piesele de 5, 10, 20 și 50 p de cupru-nichel, piesa de £1 de nichel-alamă și piesa de £2 este bimetalică (interirul de cupru-nichel și exteriorul de nichel-alamă).
Aversul pieselor poartă portretul regelui sau reginei și inscripția "ST.HELENA • ASCENSION". Reversul pieselor poartă valoarea nominală și o ilustrație:
- Piesa de 1p: un ton
- Piesa de 2p: un măgar cu lemn
- Piesa de 5p: Testudinidae-ul Jonathan
- Piesa de 10p: delfini
- Piesa de 20p: o floare de crin
- Piesa de 50p: o Chelonia mydas
- Piesa de £1: o Onychoprion fuscatus
- Piesa de £2: stema insulei Sfânta Elena

### Bancnote
Actual există bancnote de 5, 10 și 20 lire. Primele bancnote de 2½ și 5 șilingi și 1 și 5 lire au fost emise în 1716 de către Guvernul de Sfânta Elena. A doua emisiune a urmat în 1918. Au apărut trei denominații de 5, 20 și 40 șilingi. În 1976 guvernul insulei Sfânta Elena a introdus bancnote de £1 și £5. Bancnote de 50p și £10 au apărut în 1979. Bancnota de £20 a fost emisă 1984.